# Antonina
Antonina là một đô thị thuộc bang Paraná, Brasil. Đô thị này có diện tích 882,316 km², dân số năm 2007 là 17891 người, mật độ 23,5 người/km².